# Gare d'Estagel
La gare d'Estagel est une gare ferroviaire française de la ligne de Carcassonne à Rivesaltes, située sur le territoire de la commune d'Estagel, dans le département des Pyrénées-Orientales, en région Occitanie.
Elle est mise en service en 1901 par la Compagnie des chemins de fer du Midi et du Canal latéral à la Garonne. C'est une halte ferroviaire du Train du pays Cathare et du Fenouillèdes, desservie par tous les trains touristiques de cette association.

## Situation ferroviaire
Établie à 80 mètres d'altitude, la gare d'Estagel est située au point kilométrique (PK) 454,713 de la ligne de Carcassonne à Rivesaltes entre les gares ouvertes de Cases-de-Pène et de Maury,.

## Histoire
Estagel est mise en service le 14 juillet 1901 lors de l'ouverture du tronçon entre Saint-Paul-de-Fenouillet et Rivesaltes de la ligne de Carcassonne à Rivesaltes.
La section entre Quillan et Rivesaltes a été fermée au trafic voyageurs le 18 avril 1939. 
En 1992, l'association TPCF a été créée et le premier train circula en 2001. En 2011, la section entre Saint-Paul-de-Fenouillet et Cases-de-Pène a été rouverte au trafic marchandises.

## Service des voyageurs

### Accueil
La gare se situe au nord du centre-ville de l'autre côté de l'Agly.

### Desserte
Estagel est desservie par des trains de TPCF.

### Intermodalité
Sur l'avenue René Nicolau, il y a un arrêt de bus de la ligne 9 de Sankéo.